# وسلی سالزبرگر
وسلی سالزبرگر (اسپانیایی: Wesley Sulzberger‎؛ زادهٔ ۲۶ اکتبر ۱۹۸۶) دوچرخه‌سوار اهل استرالیا است.
از باشگاه‌هایی که در آن رکاب زده‌است می‌توان به تیم دوچرخه‌سواری دراپاک، تیم اوریکا–اسکات، تیم دوچرخه‌سواری اف‌دی‌جی، و تیم دوچرخه‌سواری اف‌دی‌جی، اشاره کرد.
وی در مسابقات کشوری و بین‌المللی در مجموع برندهٔ ۱ مدال نقره شده‌است.